# Punapedaliodes albopunctata
Punapedaliodes albopunctata är en fjärilsart som beskrevs av Gustav Weymer 1890. Punapedaliodes albopunctata ingår i släktet Punapedaliodes och familjen praktfjärilar. Inga underarter finns listade.